# Centrum Astronomiczne im. Mikołaja Kopernika Polskiej Akademii Nauk

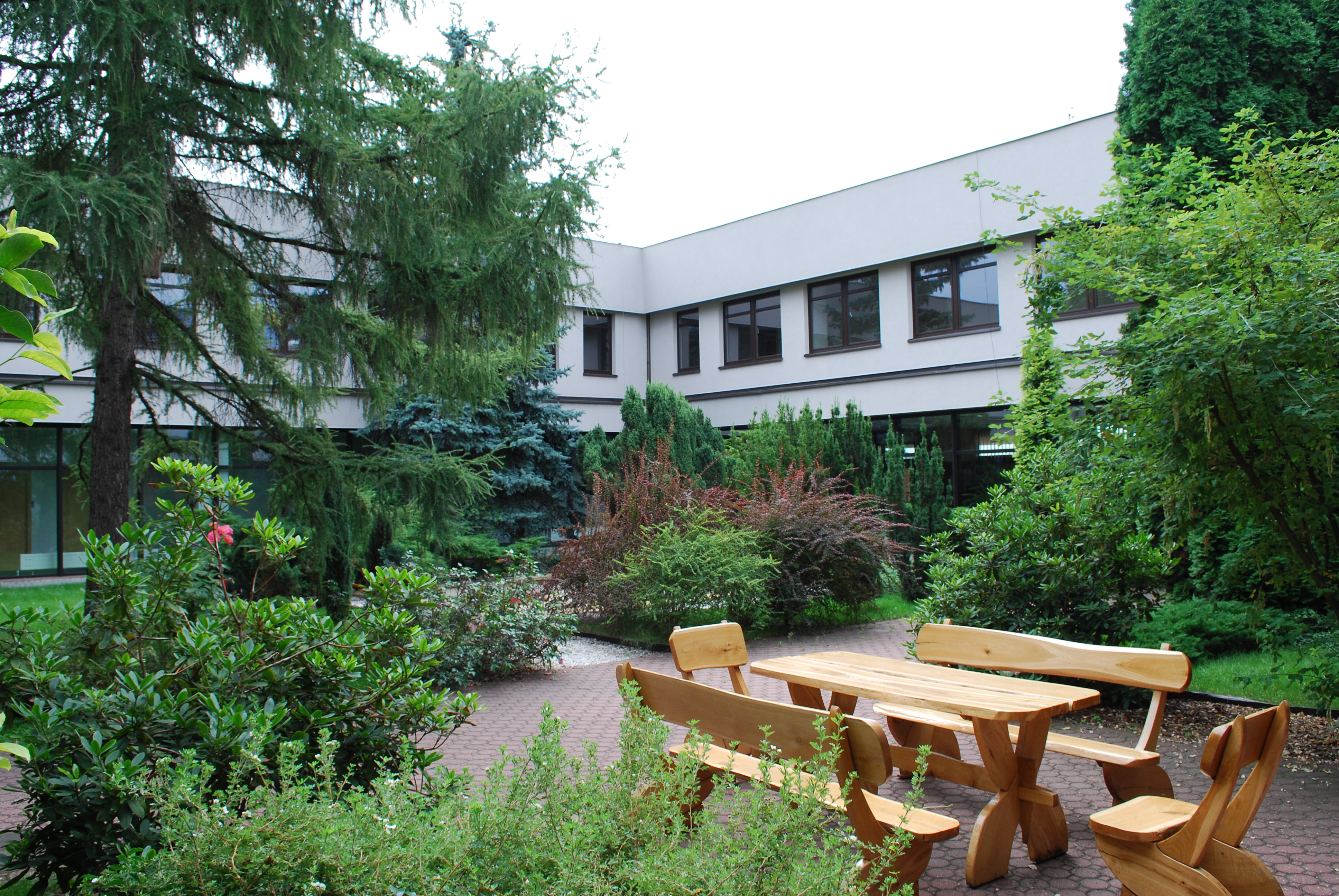
Patio w budynku CAMK

Centrum Astronomiczne im. Mikołaja Kopernika Polskiej Akademii Nauk (CAMK) – instytut naukowy Polskiej Akademii Nauk, mieszczący się w Warszawie przy ul. Bartyckiej 18.

## Opis
CAMK powstał z przekształcenia Zakładu Astronomii PAN (powołanego w 1956). Przekształcenia dokonano 11 lutego 1976, gdy dyrektorem był Józef Smak. Początkowo CAMK mieścił się w budynku Obserwatorium Astronomicznego Uniwersytetu Warszawskiego. Siedziba CAMKu został oddany do użytku w maju 1978, w 435. rocznicę śmierci Mikołaja Kopernika.
Zbudowanie i wyposażenie CAMK było możliwe dzięki pomocy amerykańskiego środowiska astronomicznego, w tym Roberta O'Della z Obserwatorium Yerkesa. Jednym z pomysłodawców Centrum był polski astrofizyk Bohdan Paczyński. M.in. dzięki Paczyńskiemu powstałe w 1978 r. Centrum zostało wyposażone w pierwszy w tej części Europy minikomputer PDP-11/45 o dużej, jak na owe czasy, pamięci 128 kilobajtów (z czego użyteczne było 96 kB) i dwa terminale VT-100.
W Centrum prowadzone są badania z zakresu szeroko pojętej astronomii i astrofizyki: ewolucji gwiazd, teorii akrecji, astrofizyki wysokich energii, dynamiki układów gwiazdowych, kosmologii, teorii względności, astrofizyki gwiazd neutronowych, komputerowych symulacji procesów astrofizycznych i innych. CAMK prowadzi także studia doktoranckie w zakresie astronomii oraz astrofizyki i posiada uprawnienia do nadawania stopni naukowych doktora i doktora habilitowanego. W 2015 w Centrum było zatrudnionych 44 pracowników naukowych.

## Osoby związane z Centrum
Lista zawiera samodzielnych pracowników nauki (oraz inne osoby, mające biogramy w Wikipedii), którzy kiedykolwiek pracowali w Centrum Astronomicznym im. Mikołaja Kopernika.

- Marek Abramowicz
- Wojciech Arkuszewski
- Piotr Amsterdamski
- Stanisław Bajtlik
- Tomasz Chlebowski
- Michał Chodorowski
- Bożena Czerny
- Marek Demiański
- Wojciech Dziembowski
- Mirosław Giersz
- Dorota Gondek-Rosińska
- Paweł Haensel
- Roman Juszkiewicz
- Janusz Kałużny
- Włodzimierz Kluźniak
- Maciej Konacki
- Maciej Kozłowski
- Andrzej Krasiński
- Wojciech Krzemiński
- Andrzej Kudlicki
- Jean-Pierre Lasota
- Ewa Łokas
- Joanna Mikołajewska
- Rafał Moderski(inne języki)
- Paweł Moskalik
- Arkadiusz Olech
- Bohdan Paczyński
- Aleksiej Pamiatnych
- Rafał Pietrak
- Mieczysław Prószyński (vel. Bimon)
- Agata Różańska
- Michał Różyczka
- Bronisław Rudak
- Marek Sarna
- Aleksander Schwarzenberg-Czerny
- Marek Sikora
- Józef Smak
- Andrzej Sołtan
- Krzysztof Stanek
- Antoni Stawikowski
- Jerzy Stodółkiewicz
- Ryszard Szczerba(inne języki)
- Stanisław Tatur[7]
- Romuald Tylenda
- Leszek Zdunik
- Andrzej Zdziarski
- Janusz Ziółkowski
- Piotr Życki

## Zakład Astrofizyki
W Toruniu znajduje się Zakład Astrofizyki, stanowiący oddział Centrum Astronomicznego im. Mikołaja Kopernika Polskiej Akademii Nauk. Jej siedziba mieści się w kamienicy przy ul. Rabiańskiej 8.

## Inne informacje
- CAMK odegrał rolę w łączności i drukowaniu prasy Solidarności. We wspomnieniach Heleny Łuczywo:

W podziemiu było trochę barwnych postaci, ale mało kto mógł się równać z naszym Bimonem. Od początku miał pełne ręce podziemnej roboty, intensywnie działał w grupie astronomów, która tworzyła rozgałęzioną na kilka miast sieć łączności Tygodnika i ukrywających się działaczy „S” Mazowsze .
- W 2010 roku CAMK otrzymało Nagrodę Naukową im. Mikołaja Kopernika w dziedzinie astronomii.
- W pomieszczeniach CAMK-u swoją siedzibę ma Polskie Towarzystwo Astronomiczne[12], oddział warszawski Polskiego Towarzystwa Miłośników Astronomii (od 1978 roku[13])[14] oraz Klub Astronomiczny Almukantarat[15].